# Вдовий пароход (фильм)
«Вдо́вий парохо́д» — российский драматический художественный фильм режиссёра  Станислава Митина, снятый в 2010 году по одноимённой повести И. Грековой.
Фильм впервые показан на телеканале «Россия-1» 20 июня 2010 года. По результатам опроса телезрителей кинолента была названа «событием недели», став лидером среди фильмов и сериалов обзорной недели, а также заняла третье место в топ-списке самых популярных проектов.

## Сюжет
События в фильме разворачиваются в период с 1935 по 1945 год в Советском Союзе.
Героини картины — пять женщин, проживающие в коммунальной квартире. каждая из них когда-то потеряла любимого человека, все они ищут новую любовь. И называют свою коммуналку «вдовьим пароходом»…

## В ролях
- Ольга Фадеева — Анфиса
- Нина Усатова — Капитолина Васильевна Гущина, соседка Анфисы по коммунальной квартире
- Галина Петрова — Ада Ефимовна Ульская, опереточная певица, соседка Анфисы по коммунальной квартире
- Екатерина Дурова — Панька, соседка Анфисы по коммунальной квартире
- Татьяна Лютаева — Ольга Ивановна Флёрова, пианистка, соседка Анфисы по коммунальной квартире
- Эдуард Трухменёв — Григорий, раненый солдат в госпитале
- Александр Пашков — Фёдор, муж Анфисы
- Вадим Померанцев — эпизод
- Екатерина Травова — Клава, санитарка в госпитале
- Иван Бугров — раненый солдат

## Съёмочная группа
- Автор сценария и режиссёр: Станислав Митин
- Оператор: Владимир Башта

## Фестивали и награды
- 2010 — третье место на кинофестивале «Киношок» в конкурсе «„ТВ — Шок“ (игровые телефильмы)»[3].
- 2011 — участие в конкурсном показе международного телекинофорума «Вместе», г. Ялта, Украина[4].
- 2012 — участие в кинофестивале «Спутник над Польшей», Польша[5]